# Jubal Anderson Early
Jubal Anderson Early (contea di Franklin, 3 novembre 1816 – Lynchburg, 2 marzo 1894) è stato un avvocato e generale statunitense.
Ufficiale nell'US Army, poi avvocato,  divenne tenente generale nell'esercito degli Stati Confederati durante la guerra di secessione.
Nato nella contea di Franklin, in Virginia, membro di una famiglia prominente, frequentò le scuole locali; la madre morì nel 1832 ed egli fu inviato l'anno dopo presso l'Accademia Militare di West Point. Uscitone nel 1837, combatté nella guerra Seminole, poi si dimise per diventare avvocato a Rocky Mount, Virginia.
Pur avendo votato contro la secessione nella Convenzione dello Stato del 1861, quando la Virginia secedette scelse di unirsi alle forze dello Stato a Lynchburg. Dopo la secessione ufficiale della Virginia Early raggiunse il suo reggimento a Manassas Junction.
Comandò le truppe a Blackburn's Ford, poi prestò servizio sotto il brigadier generale Pierre G. T. Beauregard alla prima battaglia di Bull Run. Il suo servizio a Bull Run impressionò in tal modo i suoi superiori che fu promosso brigadier generale. Early combatté sotto il generale Joseph E. Johnston nell'Armata della Virginia Settentrionale e fu ferito ad una spalla a Williamsburg. Rimase però sul campo finché non fu portato via in ospedale. Dopo un breve ricovero tornò sul campo per comandare una brigata nella battaglia di Malvern Hill.
Prestò poi servizio nella battaglia di Cedar Mountain, nella seconda battaglia di Bull Run, ad Antietam e a Fredericksburg. Promosso maggior generale il 17 gennaio 1863, fu incaricato del comando di una divisione.
A Chancellorsville, però, Early non fece sufficiente esplorazione, mettendo in pericolo una vittoria confederata pur senza comprometterla. Lo stesso problema si verificò a Mine Run nel 1863 e nel Wilderness nel 1864.
Cionondimeno il lavoro di Early nella campagna di Gettysburg lo fece salire nella stima del generale Robert Edward Lee ed Early fu promosso tenente generale il 31 maggio 1864.
Dopo aver preso parte alla Battaglia di Cold Harbor, venne incaricato del comando delle truppe confederate nella Campagna della Valle dello Shenandoah. Dopo la vittoria nella Battaglia di Lynchburg guidò le sue truppe attraverso il fiume Potomac, giungendo alle porte di Washington. Tuttavia la vittoria nella Battaglia di Monocacy gli costò un giorno di marcia e con esso la perdita del vantaggio rispetto ai corpi inviati da Grant, al comando di Wright e di Crook per rafforzare la capitale e porre fine alla minaccia sudista.
Early fu costretto ad abbandonare i suoi piani di attacco alla capitale. Durante la sua ritirata prese parte all'incendio di Chambersburg, Pennsylvania, per vendetta della distruzione perpetrata dall'Unione nella valle di Shenandoah, e ottenne le vittorie negli scontri di Cool Spring, Kernstown e Folck's Mill.
Le sorti della Campagna vennero decise dall'entrata in campo del maggior generale Philip H. Sheridan, le sconfitte subite da Early a Opequon, Fisher's Hill e Tom's Brook gli furono fatali. Nell'ultimo tentativo di capovolgere le sorti dello scontro con Sheridan, a Cedar Creek, con un brillante attacco notturno a sorpresa, Early mise in rotta due terzi dell'esercito dell'Unione, ma commise l'errore fatale di ritenere definitivo il ritiro dei Federali, rinunciando ad inseguirli e consentendo l'arrivo di rinforzi ed il contrattacco di Sheridan. La battaglia segnò il passaggio della Valle dello Shenandoah in mani nordiste, mettendo in ginocchio l'intera economia confederata.
Dopo la resa della Confederazione Early viaggiò verso il Texas travestito, poi si recò all'Avana, Cuba ed a Toronto, Canada. Mentre era in Canada scrisse A Memoir of the Last Year of the War ("Una memoria sull'ultimo anno di guerra", 1867), poi ritornò a Lynchburg nel 1869 e riprese la sua professione legale. Rifiutò di accettare benevolmente la sconfitta confederata, diversamente da molti dei suoi colleghi.
Più tardi fu supervisore della Lotteria di Stato della Louisiana e fu il primo Presidente della Società di Storia del Sud. Rivedette la sua memoria e la pubblicò con il titolo di Autobiographical Sketches ("Scene autobiografiche", 1912), mostrando il suo disprezzo nei confronti della ricostruzione.
Early morì il 2 marzo 1894 a Lynchburg in Virginia.